# Dansepladsen
Dansepladsen er en dansk dokumentarfilm fra 1975 instrueret af Wagner Boll.

## Handling
Dansepladsen er betegnelsen for det område, hvor brushanernes parringsdans finder sted. Den ligger lige bag klitrækkerne på den jyske vestkyst, og her udfolder der sig hvert forår et parringsspil efter helt faste ritualer, hvor hver hane udvælger sit lille territorium, som den forsvarer mod andre hanner, mens den prøver at lokke hønerne til.